# Dilermando de Aguiar
Dilermando de Aguiar is een gemeente in de Braziliaanse deelstaat Rio Grande do Sul. De gemeente telt 3.215 inwoners (schatting 2009).

## Aangrenzende gemeenten
De gemeente grenst aan Santa Maria, São Gabriel, São Pedro do Sul en São Vicente do Sul.